# Jàbal (orografia)
Jàbal i, en plural, jibal són dos mots àrabs (àrab: جبل, jabal; pl. جبال, jibāl) que signifiquen ‘muntanya’/‘muntanyes' i, en plural, també ‘serra’ o ‘serralada’. Si bé jàbal i jibal són les transcripcions normatives en català dels mots en àrab clàssic, també se'ls pot trobar transcrits d'altres maneres: djabal, jabal, djebel, jebel, gabal... per a jàbal; djebal, djibal, djebel, jebel, jebal, gibal... per a jibal.
Com és lògic, jàbal i jibal formen part dels noms de molts elements orogràfics dels països àrabs. En relació als orònims cal tenir present, però, que, en àrab, a voltes s'usa el singular per tal d'indicar un conjunt «homogeni» de muntanyes, és a dir un massís, com per exemple el jàbal Nafussa, a Líbia.
Aïlladament, el plural jibal ha donat nom a diverses regions de l'Orient Mitjà. En primer lloc, en àrab es coneixia com a Jibal una part de l'antiga Aràbia Pètria situada al sud del Uadi al-Hassà, un afluent del Mar Mort, regió que es correspon amb l'extrem oriental de l'antic Edom.
També amb el nom de Jibal és coneguda i anomenada pels àrabs l'antiga Mèdia. Aquesta mateixa regió també és anomenada en les fonts àrabs com l'Iraq ajamita.